# Чєрне-над-Теплою
Чєрне-над-Теплою, Чєрне-над-Топлею (словац. Čierne nad Topľou) — село в Словаччині, Врановському окрузі Пряшівського краю. Розташоване в східній частині Словаччини на Подсланській височині в долині Теплої.
Уперше згадується у 1399 році.
У селі є римо-католицький костел (1792—1793) в стилі класицизму.

## Населення
| Рік:            | 1994. | 2004.   | 2014.   | 2024.   |
| --------------- | ----- | ------- | ------- | ------- |
| Кількість осіб: | 815   | 795     | 747     | 711     |
| Різниця:        |       | -2,45 % | -6,03 % | -4,81 % |

| Рік:            | 2023. | 2024.   |
| --------------- | ----- | ------- |
| Кількість осіб: | 713   | 711     |
| Різниця:        |       | -0,28 % |

У селі проживає 755 осіб.
Національний склад населення (за даними перепису 2001 року):
- словаки — 98,88 %,
- русини — 0,62 %,
- чехи — 0,25 %,
- українці — 0,12 %,
- німці — 0,12 %.

Склад населення за приналежністю до релігії станом на 2001 рік:
- протестанти — 77,52 %,
- римо-католики — 17,02 %,
- греко-католики — 3,35 %,
- православні — 0,12 %,
- не вважають себе вірянами або не належать до жодної конфесії — 0,62 %.